# Wilfried Böse
 (mars 2018).
Si vous disposez d'ouvrages ou d'articles de référence ou si vous connaissez des sites web de qualité traitant du thème abordé ici, merci de compléter l'article en donnant les références utiles à sa vérifiabilité et en les liant à la section « Notes et références ».
Wilfried Böse, de son vrai nom Ernst Wilfried Böse, dit « Boni », est un terroriste allemand né le 17 février 1949 à Stuttgart et mort le 4 juillet 1976 lors du raid d'Entebbe en Ouganda.
Il a été membre actif des Revolutionäre Zellen. Il est abattu, avec sa camarade de lutte Brigitte Kuhlmann, lors de l'intervention des commandos israéliens du Sayeret Matkal, consécutive à la prise d'otages du vol AF139. 

## Au cinéma
Dans les différentes représentations du détournement d'avion et du raid d'Entebbe, son rôle a été tenu par les acteurs suivant : 
- Victoire à Entebbe (1976), interprété par Helmut Berger.

- Raid sur Entebbe (1977), interprété par Horst Buchholz.

- Opération Thunderbolt (1977), interprété par Klaus Kinski.

- Otages à Entebbe (2018), interprété par Daniel Brühl.

## Liens
- Notices d'autorité :   - VIAF
  - GND